# Hogna kabwea
Hogna kabwea är en spindelart som beskrevs av Roewer 1959. Hogna kabwea ingår i släktet Hogna och familjen vargspindlar.
Artens utbredningsområde är Kongo. Inga underarter finns listade i Catalogue of Life.